# (32775) 1986 WP2
(32775) 1986 WP2 est un astéroïde de la ceinture principale d'astéroïdes découvert en 1986.

## Description
(32775) 1986 WP2 a été découvert le 29 novembre 1986 à Toyota (Japon) par Kenzo Suzuki et Takeshi Urata.

### Caractéristiques orbitales
L'orbite de cet astéroïde est caractérisée par un demi-grand axe de 2,36 ua, un périhélie de 1,97 ua, une excentricité de 0,17 et une inclinaison de 2,34° par rapport à l'écliptique. Du fait de ces caractéristiques, à savoir un demi-grand axe compris entre 2 et 3,2 ua et un périhélie supérieur à 1,666 ua, il est classé, selon la JPL Small-Body Database, comme objet de la ceinture principale d'astéroïdes.

### Caractéristiques physiques
(32775) 1986 WP2 a une magnitude absolue (H) de 14,8 et un albédo estimé à 0,182.